# سيبيل إم. روك
سيبيل إم. روك (بالإنجليزية: Sibyl M. Rock)‏ (1 آب/ أغسطس 1909 – 17 تشرين الثاني/ نوفمبر 1981)، كانت رائدة في مجال مطيافية الكتلة والحساب، كما كانت إحدى أبرز شخصيات فريق مطيافية الكتلة التابع لشركة (Consolidated Engineering) (CEC) في الوقت الذي كانت فيه أجهزة مطياف الكتلة في بداية انتشارها وتسويقها التجاري للاستخدام من قبل الباحثين والعلماء.
كانت أعمال روك أساسيةً في تطوير التقنيات الرياضية لتحليل نتائج مطياف الكتلة، وفي تطوير حاسوب تماثلي مع كليفورد بيري من أجل تحليل المعادلات، وفي الحفاظ على حوار مستمر بين المهندسين والزبائن المهتمين بكل من مطياف الكتلة والحاسوب الرقمي البدائي داتاترون التابع لشركة (CEC).

## بداية حياتها وتعليمها
ولدت سيبيل روك في الأول من آب/ أغسطس من عام 1909  في مدينة بوتي التابعة لولاية مونتانا الأميركية. كان والدها عامل صيانة هواتف؛ الأمر الذي قد يكون عاملًا مساهمًا في اهتمامها بالتكنولوجيا. دخلت روك جامعة كاليفورنيا- لوس أنجلس عام 1927 وحصلت على شهادة في الرياضيات عام .1931  عندما كانت في الجامعة حصلت على منصب رئيسة الفرع المحلي لجمعية باي مو إبسيلون -وهي الجمعية الوطنية المهتمة بالرياضيات، كما حصلت أيضاً على مفتاح جمعية فاي بيتا كابا.

## الحياة المهنية
كانت روك موظفة كـ ’حاسب جيوفيزيائي’ في صناعة البترول، بداية في مخابر ريبر ثم في عام 1938 انتقلت إلى شركة يونايتد جيوفيزيكال (United Geophysical) حديثة التأسيس العائدة إلى هيربرت هوفر جونيور، انتقلت إلى قسم الهندسة والمعدات في شركة يونايتد (Consolidated Engineering Corporation) عندما بدأوا بتطوير مطياف الكتلة كمنتج تجاري.
أُصدِر أول مطياف كتلة 21-101 في كانون الأول/ ديسمبر 1942. عملت سيبيل روك في مجموعة CEC البحثية بالتعاون مع موظفين مثل هارولد وايلي -مدير المعدات الكيميائية؛ هارولد ووشبرن؛ وكليفورد بيري. انضمت في عام 1947 إلى قسم المبيعات حيث عملت بشكل مقرب من أشخاص ينتمون إلى الشركات الكيميائية وشركات تصفية البترول الذين كانوا زبائن محتملين لجهاز مطياف الكتلة والحواسيب الرقمية البدائية؛ وبالتالي حددت حاجاتهم واهتماماتهم المفصلة.
ساهم أشخاص مثل سيمور ميرسون الذي عمل في شركة (Standard Oil) في ولاية إنديانا الأميركية بنشاط في مجموعة مستخدمي CEC التي كانت روك ضمنها. انتقلت روك مرة أخرى عام 1952 إلى قسم الكمبيوتر الجديد التابع للمنظمة، ومنذ عام 1953 كانت ’مسؤولة عن المبيعات والأعمال التطبيقية لقسم الكمبيوتر’ بلقب ’المدير التنفيذي، خدمة التطبيقات’  وأصبحت أول أنثى تعمل كمهندسة مبيعات في شركة (ElectroData Corporation).

## تحليل الخلائط، التعليمات والمعايير
بحلول منتصف الأربعينات من القرن العشرين، كانت روك قد أنجزت عدداً من المساهمات المميزة في مجالها، فقد صممت عدداً كبيراً من العمليات المستخدمة في تحليل الخلائط الكيميائية، وكتبت أكثر من دليل للحاسبات تم استخدامها من قبل زبائن CEC مثل (the Computing Manual: Analysis of Gas and Liquid Mixtures by Means of the Mass Spectrometer) عام 1946، ساهم عملها في إنشاء معايير الأدوات والمناهج التجريبية في مجال عمل متطور بشكل سريع.
قامت روك أيضاً بالتحليل التقليدي، مع مارتن شيبرد من المكتب الوطني للمعايير، لأولى عينات الضباب الدخاني من باسادينا، أثمر هذا البحث عن معلومات هامة حول وجود وأنواع جزيئات الهيدروكربون في هواء لوس أنجلس، وعن أكسدة جزيئات الهيدروكربون بالأوزون وأكاسيد النتروجين.

## حل المعادلات المتزامنة
كان عمل روك جوهرياً أيضاً في تطوير التقنيات الرياضية لتحليل نتائج أجهزة مطياف الكتلة، في عام 1946 وبالمشاركة مع كليفورد بيري قامت بتطوير حاسوب تماثلي قادر على حل عدد من المعادلات الخطية بشكل متزامن، ومناسب لتحلبل البيانات الصادرة عن أجهزة مطياف الكتلة، قاما بتسجيل براءة اختراع لحاسوب تماثلي قادر على حل سلسلة مكونة من 12 معادلة متزامنة بـ 12 مجهولاً وبشكل فعال.

### تجارب المستخدمين والتطور المستمر
كان مستخدمو أجهزة مطياف الكتلة يطورون الأجهزة للاستخدام المخصص بشكل مختلف بين كل مختبر وآخر، إذ عدلوا منها وجربوا طرقاً جديدة بمعدل متسارع، وكانت ردود فعل المستخدمين والتواصل الفعال والمستمر حول الحاجات والمشاكل المستجدة أموراً هامة في نجاح CEC في بناء أجهزة مطياف الكتلة والتسويق الناجح لها، كانت روك منخرطة في تطوير الآلات والعمليات المسؤولة عن عملها، كما كانت شخصية أساسية في مساعدة زبائن Consolidated على استخدام هذه الآلات والتقنيات، ومن ضمنها جهاز الحاسوب التماثلي العائد إلى كليف بيري.
فهمت روك الجوانب التقنية من آلية عمل هذه الأداة والجوانب الرياضية للحسابات التي من المفترض أن تجريها، بما أنها عملت على قرب من الفئة الاستهلاكية المستهدفة من قبل شركة CEC، فهي فهمت أيضاً وبشكل واضح الحاجات التطبيقية للقائمة الطويلة من المستهلكين المعتمدين على هذه الشركة، تعاونت روك مع هارولد وايلي مدير المعدات الكيميائية لتقييم كل من الآلات القديمة والجديدة، تحديد حالتها العملية وتقدير التحسينات القابلة للإجراء، استغلت روك بشكل مستمر معرفتها بأحدث الطرق المستخدمة من قبل الزبائن بالإضافة إلى انتقاداتهم وتقارير المشاكل التي واجهتهم مع الأجهزة، كل ذلك ساهم في تحسين جودة منتجات CEC.

### كمبيوتر داتاترون
شجع كليفورد بيري شركة CEC على تطوير حاسوب رقمي، وكان كل من هاري هاسكي وإرنست سيلمر موجودين كمحاضرين ومستشارين في عملية التطوير، (17) عملت سيبيل روك بشكل مقرب من إرنست سيلمر في كتابة شيفرات المشاكل للآلة قبل أن تحدث هذه المشاكل في المعدات الملموسة، كما شجعت الزبائن المحتملين على تجريب تشفير المشاكل لداتاترون، مؤكدة على عمل النظام بشكل مفيد بالنسبة لهم، ساعدت الزبائن في التشفير وأكدت على أن مشاكلهم سوف تعمل على أنظمة ’Breadboard’ و ’Prototype’.
وصفت روك عملها في أحد الأيام بالشكل التالي:
طوال السنوات العدة الماضية قمت بكتابة مواصفات المنتجات للحواسيب الرقمية والمعدات الجانبية المرافقة لها، يتم القيام بالتصميم الهندسي من قبل المهندسين، تمثل مواصفات المنتج ما يشبه العقد بين الهندسة والتسويق للتأكد من أن كلاً من هاذين الطرفين المهتمين يعلم ما عليه بناؤه، لأن المهندس قد يكون مفرطاً في التفاؤل ويعطي تقديراً خاطئاً لما يمكن أن ينتجه ومدى الفعالية التي يمكن أن يحققها، ولأن التسويق يرغب في تحقيق الثروة بدون دفع أي تكاليف، يوجد حاجة دائمة لكاتب تحديد مواصفات المنتج الذي يعمل كوسيط مفاوضات بين الطرفين’.
تم الإعلان الرسمي عن جهاز الحاسوب ElectroData 203 في شباط فبراير عام 1954، بحلول عام 1956 أصبحت شركة ElectroData ثالث أكبر مصنع لأجهزة الكمبيوتر في العالم، لكنها افتقدت إلى الموارد المالية اللازمة للتوسع بشكل ناجح، في الأول من تموز يوليو عام 1956 قامت شركة Burroughs Corporation بشراء ElectroData من شركة CEC، بقيت الهيكلية الأساسية على حالها بالرغم من أن الكمبيوتر تم التسويق له تحت عدة أسماء تجارية: مثل CEC 30-201، CEC 30-203، ElectroData 204، ElectroData 205 و Burroughs 205.
في عام 1961 تم استخدام حاسوب Datatron 205 في عملية الإطلاق الأولى لصاروخ Saturn من منطقة Cape Canaveral في فلوريدا، من أجل تحليل بيانات التوجيه بشكل لحظي.

## الحياة الشخصية والوفاة
شجعت روك النساء والفتيات بشكل نشيط وفعال على دراسة الرياضيات والبدء بمسيرات مهنية كمهندسات.
توفيت في السابع عشر من تشرين الثاني نوفمبر من عام 1981 في لوس أنجلس، كاليفورنيا.